# 前沢氏
前沢氏（まえさわし）は日本の氏族。

## 概要
前沢氏は本姓を平氏とし、千葉氏の流れを汲む一族で、千葉勝胤の子 彦次郎筑後守通胤が前沢姓を名乗ったことにはじまる。通胤は佐竹氏の祖 佐竹昌義に随い、常陸国太田に入り、代々、佐竹家臣として続いた。筑後守良胤は佐竹一門 川井伊賀守の女  美根を正室に迎えるなど、佐竹家中でも高い地位を持ち。筑前守守胤は彦太郎ともいい、佐竹義舜の近習として仕えて鎗の名手であったとされ、佐竹宗家と一門 山入氏義らとの内紛では大山孫根の戦いでは山入方の包囲を突破して義舜を金砂まで逃れさせ、その戦功により久慈東郡利員城主に封ぜられたと伝わる。
また、国井氏の伝承によれば、利員城は石突良通、久米義武が城主を務めていたが、義武が久米城主に転じ、その臣である前沢九郎次郎の子孫が城主を受け継いたが、佐竹義宣が関ヶ原の戦いで西軍方についたことで秋田に転封となり、前沢氏も秋田に随行、同城を廃城としたという。

## 系譜
前沢氏の系譜は以下の通り。
```
系譜 桓武天皇 ― 葛原親王 ― 高見王 ― 高望王（賜平姓）―平国香 ― 良将 … 相馬二郎師常 ― 千葉小太郎成胤 ― 千葉介孝胤 ― 勝胤 ― ◎前沢彦次郎筑後守通胤 ―下総守重胤 
― 筑後守良胤 ― 豊後守昌胤 ― 深谷新六郎安胤 ― 親胤 ― 長胤 ― 前沢右京介憲胤 ― 胤綱 ― 下野介繁胤 ― 下総守賢勝 ― 下野守守文 … 子孫在別
```

### 秋田藩士 前沢氏
秋田藩士としての系譜は以下の通り。
```
系譜 前沢胤宗 ― 胤秀 ― 胤正 ― 百助胤春
```

前沢九郎三郎の系統はその孫 通胤の代に常陸より仙北郡横手市に下向するという。
```
系譜 前沢九郎三郎 ― 筑後守 ― 通胤 ― 次胤 ― 胤広 ― 広胤 ― 村胤 ― 又三郎胤雪
```

さらに前掲の前沢胤宗の系譜からは前沢胤正の子 胤忠より始まる家系がある。明暦2年（1659年）、同家は久保田土手長町に移転するという。同家の系譜は文化2年（1805年）、但見胤秋の代に作成されたとされる。
```
系譜 前沢胤宗 ― 胤秀 ― 胤正 ― 胤忠 ― 胤壽 ― 胤春― 胤重― 但見胤秋 …
```